# Elvira Arias de Apraiz
Elvira Arias de Apraiz (Madrid, 1856-Vitoria, 1922) fue una poeta y escritora española de temas de cocina.
Era hija de un catedrático que se trasladó a Vitoria. Se quedó huérfana y vivió con su abuelo materno Agustín de La Llave, autor también de Elogio a Nuestra Señora Doña Amalia de Sajonia y Fernando VII. Casada en 1871 con Julián Apraiz Sáenz del Burgo (1848-1910), catedrático y cervantista, con quien tuvo cinco hijos, entre ellos el arquitecto Julián Apraiz Arias. Con él viajó a varias capitales españolas y europeas, en alguna ocasión con motivo de las Exposiciones Universales de Paris y Barcelona.
Además de las poesías que aparecieron en revistas y periódicos, publicó en 1912 un popular Libro de cocina dedicado a la cocina vasca.